# Львівське гетто

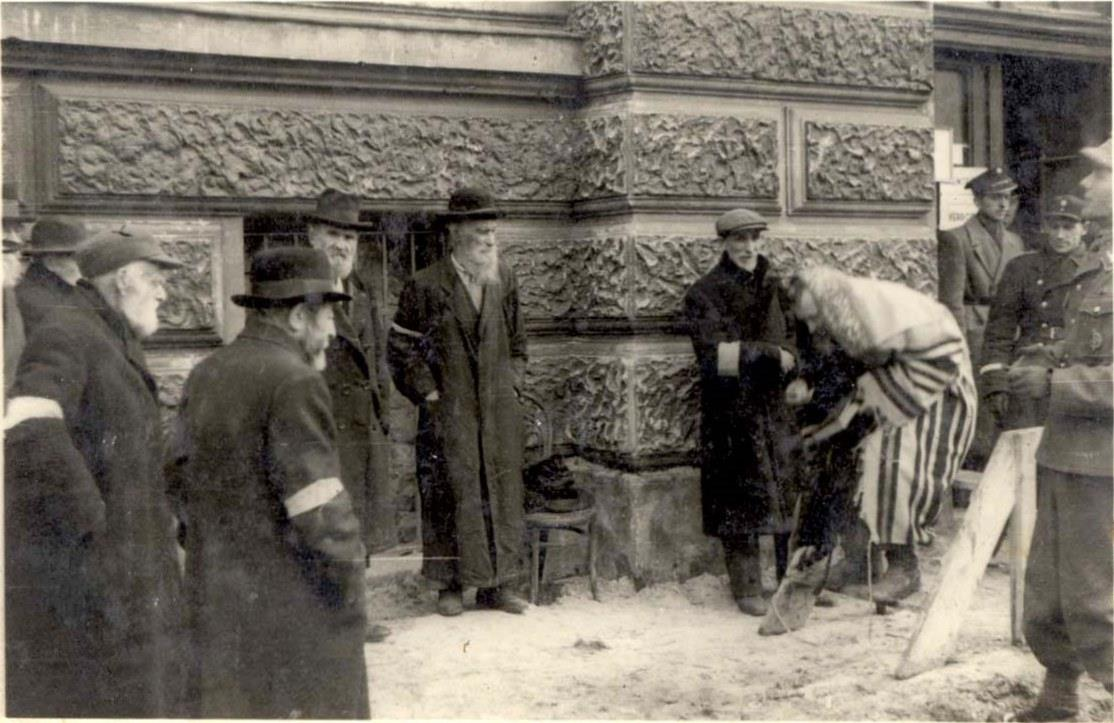
Есесовці примушують євреїв молитись на вулиці в присутності єврейських поліцейських на вул. Замарстинівській, 11 (тепер школа № 87) у Львові (між 1941—1943)

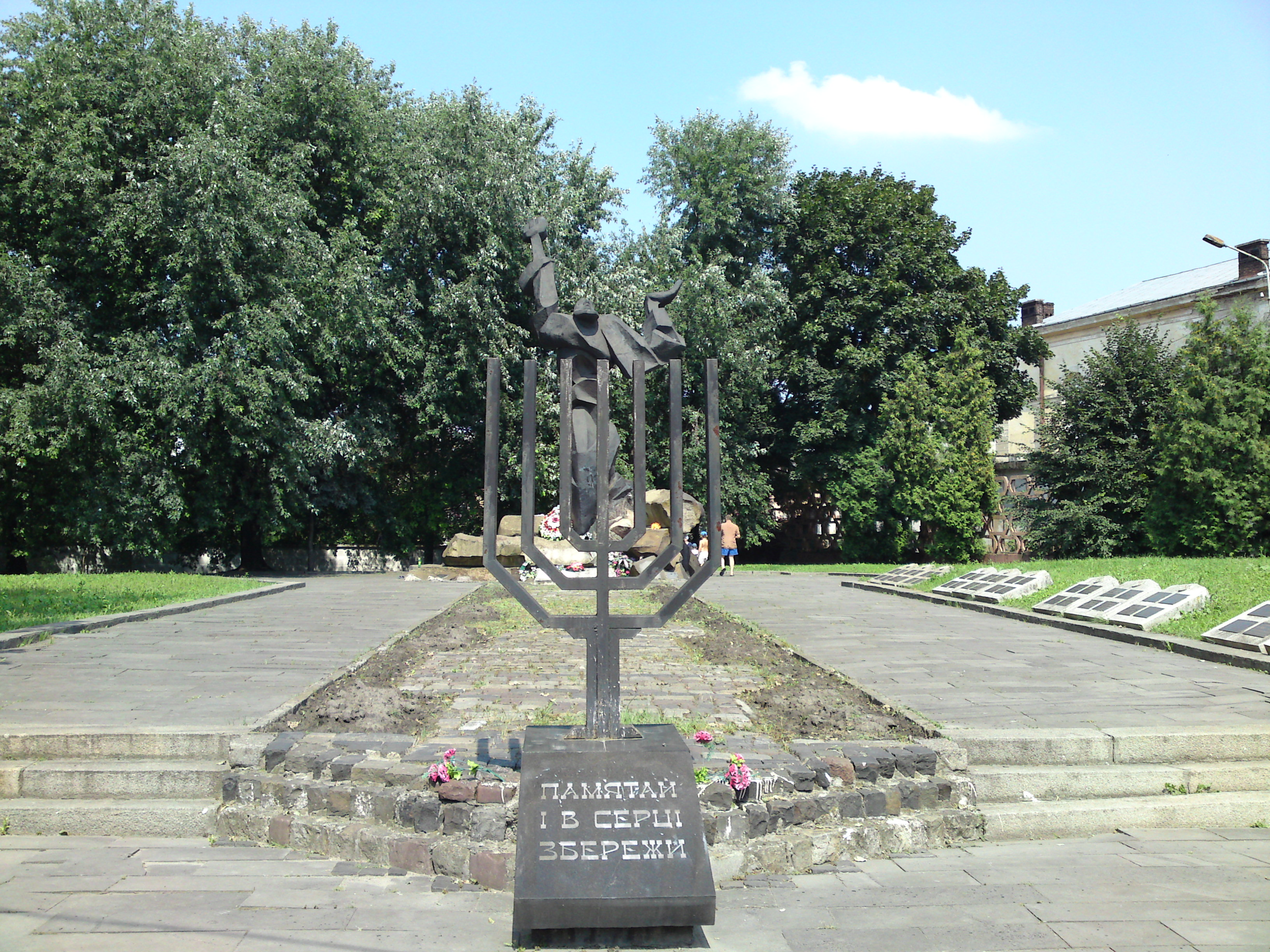
Меморіал жертвам Львівського гетто

49°50′22″ пн. ш. 24°01′58″ сх. д. / 49.83944444° пн. ш. 24.03277778° сх. д.
Львівське гетто (нім. Ghetto Lemberg; їдиш לעמבערגער געטא; Lemberger geto) — третє за величиною гетто у Третьому Рейху, після Варшавського та Лодзинського, створене наприкінці 1941 року.

## Історія
Наприкінці липня 1941 року у Львові були створені юденрат та єврейська поліція. Юденрат, як орган управління єврейської громади у гетто, певний час функціонував в клубі спілки працівників комунальних служб міста Львова (тепер — міський палац культури імені Гната Хоткевича).
8 листопада 1941 року німецька влада наказала організувати Львівське гетто. Євреям наказувалося переміститися в гетто до 15 грудня 1941 року. За цей час було вбито 5 000 старих та хворих євреїв. До початку 1942 року в гетто налічувалося понад 100 000 євреїв. Єврейська поліція налічувала до 500 осіб і забезпечувала внутрішній правопорядок в єврейських гето, брала участь в облавах, здійснювала конвоювання при переселенні та депортації євреїв у табори, забезпечувала виконання наказів окупаційної влади тощо. Головою юденрату став юрист Юзеф Парнас. Упродовж літа 1941 року була розграбована власність євреїв, спалені синагоги, а самі євреї відправлені на примусові роботи. Наприкінці жовтня Парнас був розстріляний за відмову скласти списки євреїв для депортації до концтаборів.
Взимку 1941 — 1942 років окупаційна влада почала відправляти євреїв з Львівського гетто до інших концтаборів. Упродовж березня 1942 року було вивезено в Белжець 15 000 осіб. Більшість з них були старі та немічні люди, жінки, діти. Офіційно це називалося «акцією проти антисоціальних елементів».
Після цієї «акції» в гетто офіційно залишалося близько 86 000 євреїв. Крім того, існувала велика кількість «нелегалів». Були створені цехи, в яких євреї працювали на вермахт, люфтваффе та німецьку адміністрацію. Так, зокрема, від 1942 року у кам'яниці на вулиці Шевській, 16 працювала взуттєва фабрика «Солід». Від 1943 року приміщення «Соліду» стало одним з осередків рятівної акції, організованої з відома Митрополита Андрея Шептицького, в результаті якої щонайменше 150 юдеям вдалося пережити роки Голокосту.
8 липня 1942 року 7 000 євреїв було вивезено до Янівського концтабору. За серпень в Белжець було відправлено понад 50 000 євреїв.
На початок вересня 1942 року в гетто залишалося близько 65 000 євреїв, з яких 15 000 — «нелегали». Деяким євреям допомагали переховуватися самі львів'яни незалежно від національності, чи то був поляк, чи українець. Переховувалися, зокрема, у колекторі міської каналізації, у підвалах зруйнованих будинків тощо.
Кілька тисяч дітей врятували активісти польської ради допомоги євреям на окупованій території Польщі Жеґота, створена польським урядом у вигнанні.
Євреїв переховували й у монастирях та церквах Української греко-католицької церкви. Разом з родиною Митрополитом Андреєм Шептицьким у його резиденції в Свято-Юрському соборі був врятований головний ортодоксальний рабин міста Давид Кагане, а також врятована родина реформістського рабина міста Єзекіїля Левіна.
У листопаді 1942 року до Янівського концтабору та винищувального табору, що біля села Белжець було відправлено 5 000 євреїв. Систематично знищувалися євреї, які не могли вже працювати. Упродовж 5—7 січня 1943 року Львівське гетто офіційно стало єврейським табором. До 20 000 євреїв, включно зі членами розформованої Єврейської ради, були розстріляні. Німці оголосили, що в гетто можуть знаходитися лише євреї з «робочою картою». Під час зачисток гетто німці спалювали будинки, в яких ховалися євреї. Багато згорали живцем.
Робочий табір в гетто проіснував до 1 червня 1943 року. При ліквідації табору євреї чинили збройний опір, під час якого знищили чи поранили кількох поліціянтів. У ліквідації брали участь підрозділи СС та німецької поліції, гітлер'юґенд. Близько 7 000 євреїв було вивезено до Янівського концтабору, більшість згодом була розстріляна в урочищі «Піски», а 3 000 євреїв було вбито при ліквідації самого гетто.
Після звільнення Львова у липні 1944 року, у ньому залишалося менш як 300 євреїв, які ховалися у місті та у колекторі міської каналізації.
| |  |                                                                                                 |  |                                                           |
| В'язень Львівського гетто і Янівського концтабору, який вижив після їх ліквідації (світлина 2007 року) |  | Вигляд на територію колишнього Янівського концтабору (нині — Личаківська виправна колонія № 30) |  | Меморіал жертвам Львівського гетто на проспекті Чорновола |

## Вшанування
На теперішньому проспекті Чорновола, там де під час війни було єврейське гетто 1992 року відкритий меморіал пам'яті жертв львівського гетто 1941—1943 років — символічна скульптура старого юдея, що простягнув руки до неба. На одній з таблиць меморіалу написано: «Цією „дорогою смерті“ у 1941—1943 роках пройшли і були закатовані німецько-фашистськими окупантами у Львівському гетто 136800 євреїв». Автори меморіалу — скульптори Луїза Штернштейн, Юрій Шмуклер, архітектор Василь Пліхівський.